# Hector Janson
Hector Frederik Janson (2. oktober 1737 – 4. februar 1805) var en dansk-tysk prokansler og biskop.

## Uddannelse og tidlig karriere
H.F. Janson blev født i Golzwarden i grevskabet Oldenburg. Faderen, Gustav Ludvig Janson, var præst og assessor i det oldenborgske Konsistorium; moderens navn var Elisabeth Beate f. Schløifern. Janson studerede teologi i Göttingen indtil 1758, tog eksamen i Oldenburg og blev hovmester for grev Ditlev Reventlows børn, først i Holsten, senere i København. Formodentlig ved dennes indflydelse blev han 1766 tysk slotspræst i København. 1772 udnævntes han til hofprædikant og 1774 tillige til professor ordinarius i teologi, således at hans løn skulle udredes af kongens kasse. 1782 blev han medlem af Kirkeinspektionen, og da Nicolai Edinger Balle året efter blev biskop, var han den første teologiske professor; han fik da rang med konfessionarius. Han var ved sin Ansættelse i København blevet fritaget for at underkaste sig dansk teologisk embedseksamen, men 1774 disputerede han for den teologiske doktorgrad.
Janson følte sig vistnok helt hjemme i Danmark; han lærte så godt dansk, at han endog skrev det ualmindelig let og flydende; men hvor hurtig han end forfremmedes, havde han dog mange vanskeligheder at kæmpe imod. Som hofprædikant sattes han i skygge af den af alle så højt beundrede Christian Bastholm, og som professor blev han ikke vel modtaget af sine ældre kolleger, der med Peder Holm i spidsen endog gjorde et forsøg på at formene ham sæde og stemme i Konsistoriet og fakultetet.
Hans teologi var ortodoks, omtrent på samme måde som Balles; i de oplyste tider klagedes der over, at hans "ubegribelige" forelæsning over dogmatik havde nødt selv de flinkeste studenter til at søge manuduktør. Han synes ikke at have kunnet trække studenterne til sig; en af hans beundrere, præsten Laurids Smith, fortæller, at han ofte var selv anden på hans eksaminatorier. Uagtet han i den Guldbergske tid forfremmedes så hurtig, havde han ingen tro til de reformer af skolevæsenet og Kommunitetet, som den gang gennemførtes; når nogen af de teologiske professorer hørtes i anledning af disse, var det især Balle.

## Universitetsreformer
Heri skete der en stor forandring ved statskuppet i 1784, der kaldte Janson frem på den første plads. Otto Thott blev straks udnævnt til patron for Københavns Universitet, og da han døde året efter, blev Joachim Otto Schack-Rathlou hans eftermand. Det besluttedes nu tillige at forandre Christian 6.s universitetsfundats, og Janson udsås til at udføre dette arbejde; han udnævntes 1786 til prokansler.
At Schack-Rathlou og Janson have kunnet arbejde godt og enig med hinanden, viser både, at Janson har været en konservativ mand, og at han har levet sig således ind i danske forhold, at han er bleven anset for en dansk mand. Det var i og for sig et vanskeligt hverv, som her blev betroet Janson, og det blev ikke lettere ved, at der fra flere sider var misfornøjelse med, at han skulle udføre det. Det er vel tvivlsomt, om han havde tilstrækkelig overlegenhed og dygtighed til at styre gennem så vanskeligt et farvand; men det vil ikke kunne nægtes, at han i det mindste i nogle stykker havde det rette blik for, hvori manglerne i den daværende ordning lå.
Først måtte der bringes orden i universitetsformuens bestyrelse, og det var en hensigtsmæssig forberedelse hertil, at Janson 1786 udgav Beskrivelse over det kjøbenhavnske Universitets Midler. Det var første gang, offentligheden underrettedes om, hvilken formue universitetet ejede, og hvorledes denne anvendtes. Skriftet vakte opsigt nok, men den offentlige forhandling, det fremkaldte, blev dog ikke meget frugtbringende.
Hvad selve den akademiske undervisning angår, kom det først og fremmest for Janson an på at få professorerne til at opfylde deres pligt, således at de ikke nøjedes med at avertere forelæsningerne, men virkelig holdt dem, og det i en form, så de kunne blive til nytte for studenterne. De skulle derfor begrænse deres længde, i hvilket øjemed universitetsåret blev delt i 2 semestre, og der skulle træffes foranstaltninger til, at eksaminerne kunne blive en pålidelig og retfærdig prøve. Men dernæst ville han give embedsstudierne større fylde ved at fremdrage bividenskaberne.
I dette øjemed ansattes der adskillige ekstraordinære professorer. Dette var et utvivlsomt fremskridt, i det forelæsningerne hidtil alt for meget havde nøjedes med at give videnskabernes resultater; men det kan ikke nægtes, at når der bortses fra embedsstudierne, var fremskridtet kun ringe. Hvad der bidrog til at gøre reformen upopulær, var et, rigtignok mislykket, forsøg på at genindføre en art censur og gøre prokansleren til overcensor.
Ved Kommunitetet ville Janson afskaffe øvelserne samt studenternes ret eller pligt til at bære lig. Også udarbejdede han et forslag til en reform af det lærde skolevæsen; men den kommission, der nedsattes, nåede ikke at få afgivet betænkning over andet end fundatsen for universitetet, der udkom 7. maj 1788.
Få uger efter tog Schack-Rathlou sin afsked, og Hertugen af Augustenborg blev universitetets patron. Der kunne ikke være tale om, at han kunne arbejde sammen med Janson, og det næste år beskikkedes denne derfor til biskop i Århus. Det blev altså en mMand, der var uvillig stemt mod universitetsfundatsen, som kom til at føre den ud i livet; men dette forhindrede ikke, at den fik sin store betydning for universitetets udvikling, ligesom den jo også har bestået hele 1800-tallet.

## Sidste tid og skriftlig virksomhed
Janson døde først 4. februar 1805; han har således i 16 år været biskop, uden at det vides, at hans virksomhed i denne stilling har været forskellig fra det sædvanlige. Har han en gang haft mod og lyst til at foretage reformer, er han sikkert blevet afkølet ved at se, hvilken gang disse tog efter hans velynders fald, og ved hele den tone, der ansloges i litteraturen. Han stod nu på en venskabelig fod med Balle, forargedes med ham over Claus Frees Hornemans bibelfortolkninger og delte hans frygt for, at almueskolevæsenets reform skulle berøve biskopperne deres indflydelse på dette.
Janson har ikke skrevet meget. Næst den alt omtalte udsigt over uUniversitetets indtægter er hans Compendium theologiæ naturalis (1779) hans betydeligste skrift. Bolle Willum Luxdorph kalder det en meget god bog, om end somme steder kunne have været mere bestemte og ordentlige.
Janson blev 1771 gift med Anna Marie Stendrup (født 1752 død 1806), datter af dorstander for Vartov, etatsråd Jacob Stendrup.